# Juryj Danilatschkin
Juryj Danilatschkin (belarussisch Юрый Данілачкін, russisch Юрий Миланович Данилочкин Juri Milanowitsch Danilotschkin; * 22. Februar 1991 in Leningrad) ist ein russischer Skirennläufer, der seit Januar 2011 für Belarus startet.

## Biografie
Danilatschkin fuhr in der Saison 2006/07 seine ersten FIS-Rennen. Im selben Winter nahm er am European Youth Olympic Festival in Jaca teil, bei dem er 19. im Riesenslalom und 42. im Slalom wurde. In den nächsten vier Jahren nahm Danilatschkin jeweils an den Juniorenweltmeisterschaften teil. Während dabei in Einzelrennen ein 30. Platz in der Abfahrt 2009 sein bestes Resultat war, kam er in der aus Slalom, Riesenslalom und Abfahrt gebildeten Kombination dreimal unter die besten 15, wobei in dieser Wertung meist nicht mehr als 20 Läufer klassiert sind. Ab dem Winter 2008/2009 nahm Danilatschkin auch an Europacuprennen teil, in denen er aber nicht über einen 50. Platz hinaus kam. In FIS-Rennen erreichte er im Februar 2010 den ersten Sieg.
Nachdem Danilatschkin im April 2010 seine letzten Rennen für den russischen Verband gefahren war, startet er seit Januar 2011 für Belarus. Der Juniorenweltmeisterschaft 2011, die sein erster Wettkampf für Belarus war, folgte im Februar 2011 die Teilnahme an den Weltmeisterschaften in Garmisch-Partenkirchen. Dort erreichte er als bestes Resultat den 20. Platz in der Super-Kombination. Seit der Saison 2011/12 startet Danilatschkin im Weltcup. In die Punkteränge fuhr er erstmals am 12. Februar 2012 mit Rang 25 in der Super-Kombination von Krasnaja Poljana, womit er die ersten Weltcuppunkte überhaupt für Belarus holte.
2014 war er einer der Protagonisten in der Dokumentation Streif – One Hell of a Ride.

## Erfolge

### Olympische Spiele
- Sotschi 2014: 31. Abfahrt, 37. Super-G, DNF Riesenslalom, DNF Super-Kombination
- Pyeongchang 2018: 33. Slalom, 42. Super-G, 44. Abfahrt, 54. Riesenslalom

### Weltmeisterschaften
- Garmisch-Partenkirchen 2011: 20. Super-Kombination, 34. Super-G, 40. Abfahrt, 51. Riesenslalom, DNF Slalom
- Schladming 2013: 19. Super-Kombination, 38. Slalom, 43. Riesenslalom, 53. Super-G, DNF Abfahrt
- St. Moritz 2017: 41. Super-G, DNF Riesenslalom, DNF Slalom
- Åre 2019: 42. Alpine Kombination, 46. Super-G, 49. Abfahrt, DNQ Riesenslalom

### Weltcup
- 1 Platzierung unter den besten 30

### Weltcupwertungen
| Saison  | Gesamt | Gesamt | Kombination | Kombination |
| Saison  | Platz  | Punkte | Platz       | Punkte      |
| ------- | ------ | ------ | ----------- | ----------- |
| 2011/12 | 135.   | 6      | 39.         | 6           |

### Europacup
- 2 Platzierungen unter den besten 30

### Europacupwertungen
| Saison  | Gesamt | Gesamt | Super-G | Super-G | Riesenslalom | Riesenslalom |
| Saison  | Platz  | Punkte | Platz   | Punkte  | Platz        | Punkte       |
| ------- | ------ | ------ | ------- | ------- | ------------ | ------------ |
| 2012/13 | 178.   | 15     | 78.     | 7       | 59.          | 8            |

### Juniorenweltmeisterschaften
- Formigal 2008: 15. Kombination, 37. Super-G, 38. Slalom, 43. Riesenslalom, 49. Abfahrt
- Garmisch-Partenkirchen 2009: 13. Kombination, 38. Abfahrt, 41. Riesenslalom, 42. Slalom
- Mont Blanc 2010: 13. Kombination, 30. Abfahrt, 39. Slalom, 57. Riesenslalom, 65. Super-G
- Crans-Montana 2011: 49. Abfahrt

### Weitere Erfolge
- 2 Siege in FIS-Rennen